# Noel Treacy
Noel Treacy (18 décembre 1951 - 2 février 2022) est un homme politique irlandais du Fianna Fáil qui sert comme Teachta Dála (TD) pour la circonscription de Galway Est de 1982 à 2011. Il est ministre d'État dans plusieurs ministères au cours de sa carrière.

## Jeunesse
Treacy est né à Ballinasloe, dans le comté de Galway, en 1951. Il fait ses études à la Gurteen National School et au St. Joseph's College, Garbally Park à Ballinasloe. Il travaille comme commissaire-priseur et directeur de services financiers avant de se lancer dans la vie publique. Il est marié à Mary Cloonan et a trois filles et un fils.

## Carrière politique
Treacy rejoint le Fianna Fáil à 17 ans en 1969. Treacy est élu pour la première fois au Dáil Éireann lors d'une élection partielle en juillet 1982 causée par le décès du député Fianna Fáil Johnny Callanan et est réélu à chaque élection jusqu'à sa retraite en 2011. Il est membre du conseil du comté de Galway de 1985 à 1991.
En mars 1987, le Fianna Fáil revient au gouvernement sous la direction de Charles Haughey et Treacy est nommé ministre d'État au ministère des Finances, avec une responsabilité particulière pour les travaux publics et le Comité central de développement. L'année suivante, il est nommé au poste supplémentaire de ministre d'État au département du Taoiseach, chargé du patrimoine, premier ministre chargé de cette responsabilité.
Après les élections générales de 1989, le Fianna Fáil forme un gouvernement de coalition avec les Démocrates progressistes. Treacy est nommé ministre d'État au ministère de la Santé chargé des enfants. En février 1991, il passe au poste de ministre d'État au ministère de la Justice chargé de la réforme du droit. Il est limogé par Haughey en novembre 1991.
En février 1992, Albert Reynolds succède à Haughey au poste de Taoiseach et Treacy est de nouveau nommé ministre d'État au ministère des Finances, avec une responsabilité particulière pour les travaux publics et le Comité central de développement. En janvier 1993, le Fianna Fáil forme un gouvernement de coalition avec le Parti travailliste. Treacy est nommé ministre d'État aux départements du Taoiseach, au ministère des Finances et au ministère des Transports, de l'Énergie et des Communications, responsable de l'énergie. Ce gouvernement quitte le pouvoir en décembre 1994.
Le Fianna Fáil revient au gouvernement en juin 1997 sous la direction de Bertie Ahern en tant que Taoiseach. En octobre 1997, Treacy est nommé ministre d'État au ministère de l'Entreprise, du Commerce et de l'Emploi et au ministère de l'Éducation et des Sciences, chargé de la science et de la technologie, en remplacement de Michael Smith qui a été promu au cabinet à la suite de la démission de Ray Burke. À la suite des élections générales de 2002, il est nommé ministre d'État au ministère de l'Agriculture et de l'Alimentation, chargé de l'Alimentation et de l'Horticulture.
Il se présente sans succès aux élections du Parlement européen de 1999 dans le Connacht-Ulster.
Lors d'un remaniement en septembre 2004, Treacy est nommé ministre d'État au ministère des Affaires étrangères et au ministère du Taoiseach, avec une responsabilité particulière pour les Affaires européennes.
Après 17 ans en tant que ministre d'État dans divers gouvernements, Treacy n'est pas reconduit à un poste ministériel par le Taoiseach Bertie Ahern. Il est ensuite nommé président du comité conjoint de l'Oireachtas sur la mise en œuvre de l'accord du Vendredi saint.
Il prend sa retraite de la politique lors des élections générales de 2011.

## Vie privée
Treacy est président du conseil d'administration du GAA du comté de Galway pendant cinq ans et, par la suite, siège au conseil du Connacht. Il est décédé le 2 février 2022, à l'âge de 70 ans,.